# Valperga
Valperga is een gemeente in de Italiaanse provincie Turijn (regio Piëmont) en telt 3111 inwoners (31-12-2004). De oppervlakte bedraagt 11,8 km², de bevolkingsdichtheid is 264 inwoners per km².

## Demografie
Valperga telt ongeveer 1279 huishoudens. Het aantal inwoners daalde in de periode 1991-2001 met 4,3% volgens cijfers uit de tienjaarlijkse volkstellingen van ISTAT.
| Jaar | Inwoneraantal |
| ---- | ------------- |
| 1991 | 3285          |
| 2001 | 3144          |

## Geografie
Valperga grenst aan de volgende gemeenten: Castellamonte, Cuorgnè, Pratiglione, Prascorsano, Salassa, Pertusio, Rivara, San Ponso.
1. ↑  https://demo.istat.it/?l=it.